# Liste der Kulturdenkmäler in Trimbs
In der Liste der Kulturdenkmäler in Trimbs sind alle Kulturdenkmäler der rheinland-pfälzischen Ortsgemeinde Trimbs aufgeführt. Grundlage ist die Denkmalliste des Landes Rheinland-Pfalz (Stand: 27. Oktober 2023).

## Einzeldenkmäler
| Bezeichnung                   | Lage                                           | Baujahr                  | Beschreibung                                                                | Bild                                    |
| ----------------------------- | ---------------------------------------------- | ------------------------ | --------------------------------------------------------------------------- | --------------------------------------- |
| Relief                        | Hauptstraße                                    |                          | barockes Relief                                                             | Direkt Bild zu diesem Denkmal hochladen |
| Hofanlage                     | Hauptstraße 18 Lage                            | 19. Jahrhundert          | Hofreite; Putzbau, wohl aus dem 19. Jahrhundert; Wegekreuz, bezeichnet 1801 | BW                                      |
| Kreuzwegstation               | Hauptstraße, gegenüber Nr. 61 Lage             | 18. oder 19. Jahrhundert | Kreuzwegstation, Stelentyp, 18. oder 19. Jahrhundert                        | BW                                      |
| Wegekreuz                     | Hauptstraße, Ecke Auf dem Reuch Lage           | 1755                     | Wegekreuz, bezeichnet 1755                                                  | BW                                      |
| Ulmerhof                      | In der Fahrt 1 Lage                            | 18. Jahrhundert          | Krüppelwalmdachbau, Fachwerkgiebel, 18. Jahrhundert                         | BW                                      |
| Katholische Kirche St. Petrus | Kirchstraße 1 Lage                             | 1738                     | Saalbau, bezeichnet 1738, Erweiterung 1932                                  | weitere Bilder Fotos hochladen          |
| Wohnhaus                      | Kirchstraße 12 Lage                            |                          | eineinhalbgeschossiger Putzbau, im Kern romanisch                           | BW                                      |
| Wegekreuz                     | Kirchstraße, Ecke Im Winkel Lage               | 1608                     | Wegekreuz, Nischentyp, bezeichnet 1608                                      | BW                                      |
| Wegekreuz                     | Umgasse, Ecke Kirchstraße Lage                 | 1659                     | Wegekreuz, bezeichnet 1659                                                  | BW                                      |
| Bildstock                     | nördlich des Ortes an der L 113 Lage           | 16. oder 17. Jahrhundert | Bildstock, Schöpflöffelform, 16. oder 17. Jahrhundert                       | BW                                      |
| Grabkreuz                     | nördlich des Ortes an der L 113 Lage           | 1732                     | Grabkreuz, bezeichnet 1732                                                  | BW                                      |
| Kapelle                       | nördlich des Ortes an der L 113 Lage           |                          | Kapelle und barocke Kreuzigungsgruppe                                       | Fotos hochladen                         |
| Wegekreuz                     | nördlich des Ortes am Birkenhof Lage           | 1689                     | Wegekreuz, bezeichnet 1689 (Kreuz neu)                                      | BW                                      |
| Wegekreuz                     | nördlich des Ortes an den Kümmerter Höfen Lage | 1629                     | Wegekreuz, bezeichnet 1629                                                  | BW                                      |
| Bildstock                     | nördlich des Ortes am Straßburgerhaus Lage     | 1504                     | Bildstock, bezeichnet 1504                                                  | BW                                      |
| Wegekreuz                     | nordwestlich des Ortes Lage                    |                          | Wegekreuz                                                                   | BW                                      |